# Демблин
Де́мблин (пол. Dęblin; 1840–1915 — Ивангород) — город в Польше, расположенный при впадении реки Вепрж в Вислу. Входит в Люблинское воеводство,  Рыцкий повят.  Имеет статус городской гмины. Занимает площадь 38,51 км². Население — 16 058 человек (на 2019 год).

## История
Село Демблин (Dęblin) существует с 1397 года. В старинных документах встречаются такие транскрипции топонима, как Deblin (1505) и Deblyn (1508). Как гласит легенда, прежде в этих краях росло много дубов (dęb), а Вепрж и Висла изобиловали линями (lin). В XV веке селение принадлежало семье Тарло (герба Топор). С конца XVI века находилось в руках знаменитой семьи Мнишек.
В 1815 году, по решению Венского конгресса, Демблин в составе Царства Польского был присоединён к Российской империи.
В 1832 г. здесь, по инициативе наместника Ивана Фёдоровича Паскевича, светлейшего князя Варшавского, началось строительство крепости. Постройкой укреплений в 1832—1847 гг. руководил инженер-полковник Н. А. Рыдзевский. План был разработан Иваном Деном, строителем Модлинской и Варшавской крепостей. Демблинская крепость изначально представляла собой большое укрепление в виде пятиугольного форта. 
В 1840 г. император Николай I повелел назвать крепость — в честь Ивана Паскевича — Ивангородской. Город Демблин стал Ивангородом.
В 1856 году останки фельдмаршала Ивана Паскевича были, по его желанию, преданы земле в Ивангороде.
В 1872—1882 годах, по плану Э. И. Тотлебена, вокруг прежней крепости было построено кольцо из 6 фортов. Они располагались по окружности радиусом 2½ километра из центра большого укрепления, которое отныне стало именоваться цитаделью. III-му форту дано было имя «Демблин». 
В начале 1900-х годов Ивангород-Демблин приобрёл большое значение, сделавшись крупным узлом железных и шоссейных дорог.
В 1909 году признанная устаревшей крепость была упразднена, но в 1913 году снова введена в строй. К началу Первой мировой войны она находилась в плохом состоянии. И без того устаревшие укрепления были частично разрушены временем и наводнениями от разливов Вислы.
В самом начале войны крепость была восстановлена энергичными усилиями её нового коменданта А. В. Шварца. В период великого отступления 1915 года возле крепости шли упорные бои между русскими и немецкими войсками, крепость была опорным пунктом русских войск во время Варшавско-Ивангородской операции. 22 июля (4 августа) 1915 г. Ивангород-Демблин был захвачен германскими и австро-венгерскими контингентами. С этого момента город снова стал именоваться Демблином, крепость стала Демблинской.
Во время Советско-польской войны крепость использовалась польскими войсками как опорный пункт, от которого началось успешное контрнаступление поляков. Впоследствии Демблинская крепость использовалась польской армией.
В Чикагском предместье Оук-Лоун (Oak Lawn) существует улица Деблин-лэйн (Deblin Lane), наречённая в честь Демблина.
В 1961–1981 гг. в состав польского торгового флота входил сухогруз «Демблин».